# شمس‌الدین مبارک سیستانی
شمس الدین مبارک سیستانی، از بزرگان شعر و سرآمدان سخن در عصر خویش بوده است. از او کتب بسیاری باقی‌مانده است که مشهورترین آن‌ها «مجمع البحرین» می‌باشد.
محمد عوفی در کتاب لباب الاباب می‌نویسد، شاعر در باب مفاخر و مباهات شهر خود چنین می‌گوید: شهر ما سیستان به واسطه سه چیز رجحان دارد، به شیر و امیر و شعر.
او در ستایش نصرالدین وزیر ممالک نیمروز (سیستان) چنین سروده است.
| نصرالدین که فراش سعادت  |  | خیام احتشامت بر فلک زد  |
| امل را بعد تحصیلات سیری |  | به عون همت او شد یکی صد |